# Amerić
Amerić es una población rural de la municipalidad de Mladenovac, en el distrito de Belgrado, Serbia.

## Superficie
Posee una superficie de 10,89 kilómetros cuadrados.

## Demografía
Hasta 2011 la población era de 835 habitantes, con una densidad de población de 76,65 habitantes por kilómetro cuadrado.